# Рыболовский сельский округ
Рыболовский сельский округ — упразднённая административно-территориальная единица, существовавшая на территории Раменского района Московской области в 1994—2006 годах.
Рыболовский сельсовет был образован в первые годы советской власти. По данным 1919 года он входил в состав Вохринской волости Бронницкого уезда Московской губернии.
10 октября 1927 года Рыболовский с/с был отнесён к новой Велино-Вохринской волости.
В 1926 году Рыболовский с/с включал сёла Рыболово и Саламыково.
В 1929 году Рыболовский с/с был отнесён к Бронницкому району Коломенского округа Московской области.
17 июля 1939 года к Рыболовскому с/с было присоединено селение Морозово упразднённого Борщевского с/с.
12 апреля 1952 года из Ульянинского с/с в Рыболовский были переданы селения Кочетовка и Старниково.
14 июня 1954 года к Рыболовскому с/с был присоединён Михеевский с/с.
3 июня 1959 года Бронницкий район был упразднён и Рыболовский с/с вошёл в Люберецкий район.
28 июля 1960 года Рыболовский с/с был передан в восстановленный Раменский район.
20 августа 1960 года из Ульянинского с/с в Рыболовский были переданы селения Владимировка, Сабурово, Татарищево и Тишково.
1 февраля 1963 года Раменский район был вновь упразднён и Рыболовский с/с вошёл в Люберецкий сельский район. 11 января 1965 года Рыболовский с/с был возвращён в восстановленный Раменский район.
30 мая 1978 года в Рыболовском с/с было упразднено селение Тишковка.
23 июня 1988 года в Рыболовском с/с была упразднена деревня Сабурово.
3 февраля 1994 года Рыболовский с/с был преобразован в Рыболовский сельский округ.
19 апреля 2001 года в Рыболовском с/о к селу Рыболово была присоединена деревня Соломыково, а деревня Кочетовка — к деревне Старниково.
27 декабря 2002 года к Рыболовскому с/о был присоединён Вохринский сельский округ.
В ходе муниципальной реформы 2004—2005 годов Рыболовский сельский округ прекратил своё существование как муниципальная единица. При этом все его населённые пункты были переданы в сельское поселение Рыболовское.
29 ноября 2006 года Рыболовский сельский округ исключён из учётных данных административно-территориальных и территориальных единиц Московской области.